# 제22회 부천국제애니메이션페스티벌
제22회 부천국제애니메이션페스티벌은 2020년 10월 23일에 열린 시상식이다.

## 수상 및 후보

### 본상-대상 (장편)
- 해수의 아이 - 와타나베 아유무 수상

### 본상-대상 (단편)
- 지니어스 로시 - 에이드리안 메리죠 수상

### 본상-심사위원상 (장편)
- 캘러미티 제인 - 레미 샤예 수상

### 본상-심사위원상 (단편)
- 아홉 살의 사루비아 - 장나리 수상

### 본상-심사위원상 (학생)
- 우리가 떠날 무렵 - 미셸 타마리 수상

### 본상-심사위원상 (TV&커미션드)
- 슘의 오디세이 - 줄리엔 비사로 수상

### 본상-심사위원상 (한국단편)
- 호랑이와 소 - 김승희 수상

### 본상-우수상 (장편)
- 내가 가장 좋아하는 전쟁 - 일제 부르코브스카 야콥슨 수상
- 트루 노스 - 시미즈 에이지 한 수상

### 본상-우수상 (단편)
- 줄리와 에밀 - 폴 마스 수상
- 폴카-닷 보이 - 사리나 니헤이 수상
- 그놈 이야기 - 하라 쇼코 수상

### 본상-우수상 (한국 단편)
- 아홉 살의 사루비아 - 장나리 수상

### 본상-우수상 (학생)
- 수라 - 정해지 수상

### 본상-우수상 (TV&커미션드)
- 호랑이와 티타임 - 로빈 쇼 수상

### 본상-관객상 (장편)
- 프로메어 - 이마이시 히로유키 수상

### 본상-관객상 (단편)
- 당신의 자켓 - 조세핀 로호르 셀프 수상

### 본상-애니비초이스상 (단편)
- 줄리와 에밀 - 폴 마스 수상

### VR경쟁부문-심사위원상
- 공각기동대: 고스트 체이서 - 히로아키 히가시 수상

### 특별상- 한국애니메이션학회장상
- 클라이밍 - 김혜미 수상

### 특별상-Unity상(한국 장편)
- 클라이밍 - 김혜미 수상

### 특별상-Unity상(한국 단편)
- 선을 넘어 - 최진욱 수상

### 특별상-코코믹스 음악상
- 캘러미티 제인 - 레미 샤예 수상

### 특별상-EBS
- 무슨 일이 있어도 너를 사랑해 - 윌 맥코맥 외 1명 수상

### 특별 -음악상 특별언급
- 해수의 아이 - 와타나베 아유무 수상

### 명예공로상
- 뱅자맹 르그랑 수상

### 장편경쟁부문
- 캘러미티 제인 - 레미 샤예
- 해수의 아이 - 와타나베 아유무
- 내가 가장 좋아하는 전쟁 - 일제 부르코브스카 야콥슨
- 번개맨: 더 비기닝 - 한상호
- 트루 노스 - 시미즈 에이지 한
- 반투명하고 촉촉한 수수께끼의 우연한 번성 - 달리보 바릭
- 클라이밍 - 김혜미
- 프로메어 - 이마이시 히로유키

### 단편경쟁부문
- 고양이 잼 - 로레인 로단
- 보리야 - 민성아
- 메마른 바다 - 이브 벡스 외 1명
- 마법사 죠지 - 카탈린 에글리
- 미래소녀 - 마이클 그레코
- 무슨 일이 있어도 너를 사랑해 - 윌 맥코맥 외 1명
- 줄리와 에밀 - 폴 마스
- 진격의 고질라 - 크리스티안 프란츠 슈미트
- 와인드업 - 장이빙
- 캔디 캔 - 안톤 옥타비안
- 홈 - 아니타 브루베레
- 의자가 된 할머니 - 니콜라스 파투
- 말빅 - 이스마엘 조프로이 샹두티
- 모자이크 - 임지 오즈빌게 외 1명
- 피아노맨 - 코다마 테츠로
- 신세계 - 마르케타 마기도바
- 물 속의 호랑이 - 우파마뉴 바타차리야 외 1명
- 달팽이는 왜 발이 없을까 - 에이라인 호칠
- 마리아, 영원한 사랑 - 안드레아스 히카데
- 이것은 애니메이션이 아니다 - 서 히로시
- 아포칼립소 - 엔니오 토레산
- 개들의 들판 - 미할리나 무잘리크
- 지니어스 로시 - 에이드리안 메리죠
- 하우 투 디서피어 - 레오나트르 뮬너 외 2명
- 기념비적 기념품 - 바스티앙 두보아
- 타나둘라 - 로빈 맥케나
- 호랑이와 소 - 김승희
- 목마와 소녀 그리고 달팽이 - 야스민 엘생
- 하트 오브 골드 - 사이몬 필리어트
- 홈리스 홈 - 알베르토 바즈케스
- 미 - 베고냐 아로스테기
- 은하계 쌍둥이 - 사샤 스비르스키
- 노멀 - 줄리 케티
- 아홉 살의 사루비아 - 장나리
- 환영의 숲 - 마그다 구이디 외 1명
- 탐정 글로리아 스콧 - 성당 살인사건 - 마티자 피재킥 외 1명
- 장엄한 항해 - 낫코 슈파니치예프
- 파란 소녀, 하얀 공포 - 롤라 할리파-르그랑 외 1명
- 어떤 우주비행사의 하루 - 카스파 앤시스
- 친구의 친구 - 자커리 제지마
- 그놈 이야기 - 하라 쇼코
- 매드 인 엑스페인 - 코크 리오보
- 폴카-닷 보이 - 사리나 니헤이
- 당신의 자켓 - 조세핀 로호르 셀프

### 학생경쟁부문
- 바나나 대소동 - 셰옌느 카노-왈레
- 플로리언 - 케샤브 아브롤 외 3명
- 로스트 - 켈리 한
- 나 여기 있어요 - 줄리아 오릭
- 아무도 못말리는 경찰 - 마리옹 디코스테 외 7명
- 필사의 탈출 - 알렉시스 메나드
- 네이키드 - 키릴 카샤투로브
- 서로의 조각 - 현유정
- 수퍼 제네릭 - 루 디
- 스웨터 - 질라이 펭
- 미나와 작은 영혼 - 클래리스 츄아
- 사라진 약혼녀 - 줄리엣 쿠신
- 트릭 - 정선영 외 2명
- 수도꼭지 나비효과 - 바질 보그다노프
- 우리가 떠날 무렵 - 미셸 타마리

### TV&커미션드경쟁부문
- 베베 - 오르넬라 마키아 외 3명
- 와일드 - 루슬라나 미르잘리바
- 하누카: 빛의 축제 - 마우리치오 포레스티에리
- 침묵의 거리 - 마리 오프롱
- 행운의 부엉이 - 야마시타 노부히로 외 1명
- 파스트: 불안 - 베티 수카노바 외 1명
- 패치워크 펭귄 - 안길라 스테픈
- 오 마이 하트 - 안나 사모 외 1명
- 서울소리 - 김경배
- 슘의 오디세이 - 줄리엔 비사로
- 스파크 - 출근은 괴로워 - 친티스 룬드그렌
- 호랑이와 티타임 - 로빈 쇼

### 한국경쟁부문
- 선을 넘어 - 최진욱
- 블루달리아 - 김민주 외 1명
- 유령들 - 박지연
- Opera - 에릭오
- 이화우 흩뿌릴 제 - 곽수현 외 3명
- 성적표 - 김민지 외 2명
- 아홉 살의 사루비아 - 장나리
- 스테이 - 박재민
- 조선의 여우인간 - 김지현
- 호랑이와 소 - 김승희
- 답이 없는 전화 - 이세은
- 어스 - 손유선 외 2명
- 물, 불, 공기, 흙 - 유민하
- 늑대들 - 이승완 외 2명
- 유 캔 플라이! - 박성배

### VR경쟁부문
- 인공와우 - 에릭 글레스만 외 1명
- 공각기동대: 고스트 체이서 - 히로아키 히가시
- 내가 와서 기뻐, 떠나서 미안해 - 아잠 마숨자데
- H2OPE - 아쉬칸 라고자르 외 1명
- 불을 끄다 - 코조노 나오
- 하이파 - 나탈리아 카브레라
- 난민의 시대 - 카롤리나 마키비츠 외 1명
- 우리가 있던 자리 - 조나단 하가드

### 미드나잇 스크리닝
- 극장판 울려라! 유포니엄: 키타우지 고교 관악부에 오신 걸 환영합니다 - 이시하라 타츠야
- 극장판 울려라! 유포니엄: 전하고 싶은 멜로디 - 이시하라 타츠야
- 극장판 울려라! 유포니엄: 맹세의 피날레 - 이시하라 타츠야

### 스페셜 스크리닝
- 극장판 바이올렛 에버가든 - 이시다테 타이치

### BIAF 클래식
- 보이 앤 더 월드 - 알레 아브레우
- 탱고 - 즈비뉴 립친스키
- 판타스틱 플래닛 - 르네 랄루 외 1명

### Hello! 안시
- 안시2020 티저 by 고블랭 : 아프리카 비트 파트1 - 코르비노 마린 외 5명
- 안시2020 티저 by 고블랭 : 아프리카 비트 파트2 - 갈란드 로즈 외 5명
- 물 속의 호랑이 - 우파마뉴 바타차리야 외 1명
- 지니어스 로시 - 에이드리안 메리죠
- 더미 - 토비 오버그
- 홈리스 홈 - 알베르토 바즈케스
- 슬픔의 물리학 - 테오도르 위셰브

### 한-러 30주년 특별전
- 우주를 향하여 - 콘스탄틴 브론지트
- 세상의 끝에서 - 콘스탄틴 브론지트
- 화장실 러브스토리 - 콘스탄틴 브론지트
- 비포 러브 - 이고르 코발로프
- 검은 물결 사이로 - 안나 부다노바